# Nutri-score

Le Nutri-score « A » désigne les aliments les plus sains.

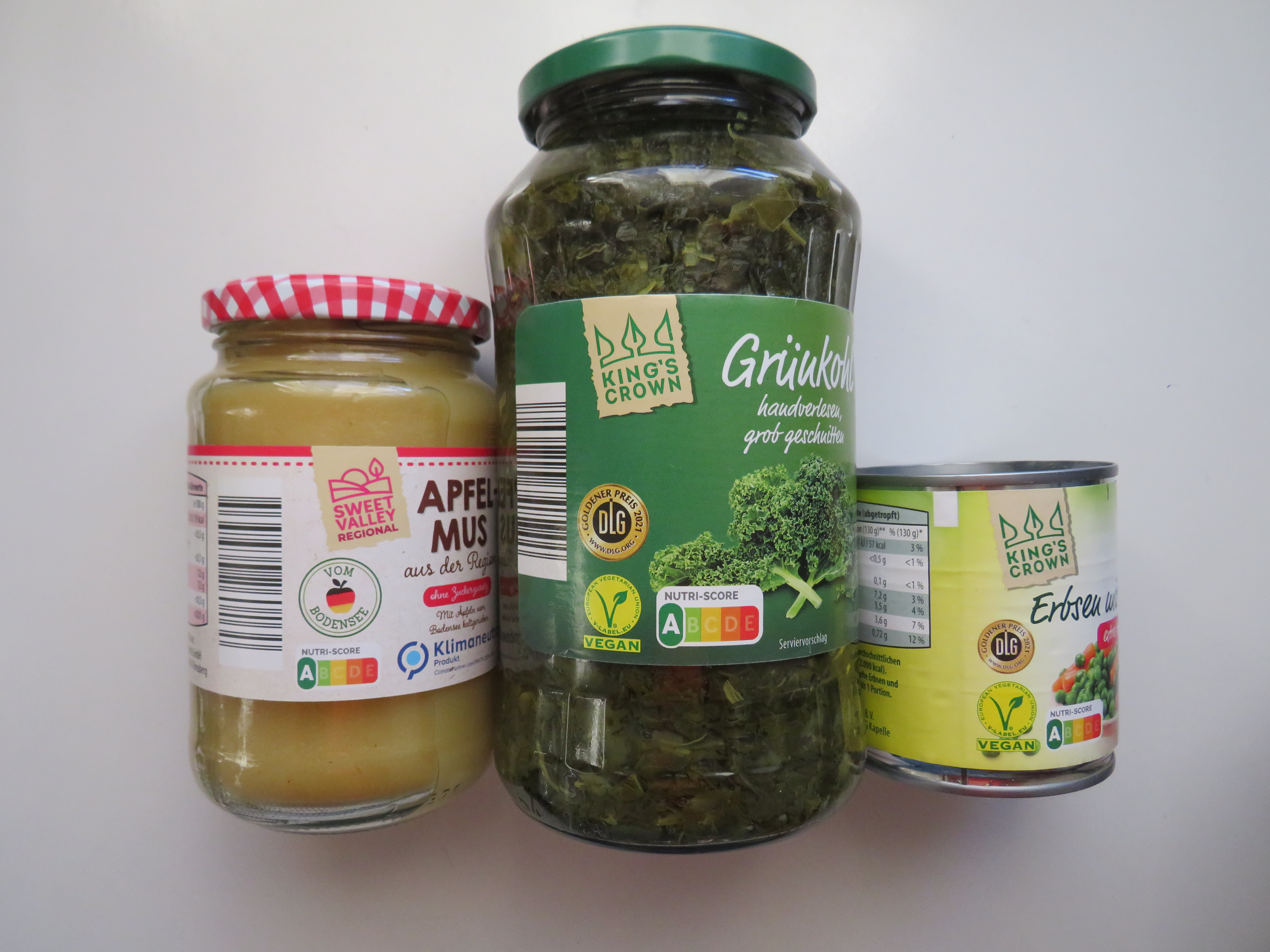
Exemple de Nutri-score sur l'emballage de trois produits Aldi-Süd en Allemagne.

Le Nutri-score est un système d'étiquetage nutritionnel à cinq niveaux, allant de A à E et du vert au rouge, placé sur le devant des emballages alimentaires, établi en fonction de la valeur nutritionnelle d'un produit alimentaire. Il a pour but d'aider les consommateurs à reconnaitre la qualité nutritionnelle globale des aliments et de les aider à comparer les aliments entre eux, afin de favoriser le choix de produits plus favorable à la santé et ainsi de participer à la lutte contre les maladies chroniques comme les maladies cardiovasculaires, certains cancers, l'obésité et le diabète.
Proposé en 2014 par les chercheurs universitaires — de l'équipe de recherche du Pr Serge Hercberg de l'université Sorbonne-Paris-Nord — et mis en place à l'initiative du gouvernement français par Santé publique France en 2016 dans le cadre de la loi de modernisation du système de santé, il est ensuite repris dans d'autres pays comme la Belgique, l'Espagne, l'Allemagne, le Luxembourg, les Pays-Bas et la Suisse, et son utilisation est recommandée par le Centre international de recherche sur le cancer et l'Organisation mondiale de la santé (OMS), et soutenue par le Groupe de travail sur la promotion de Nutriscore de la Fédération mondiale des associations de santé publique (WFPHA), préparé avec la Société française de santé publique.
Des études scientifiques comparatives ont montré que dans les douze pays et pour les trois catégories d'aliments étudiés, le Nutri-score obtient les meilleurs résultats, suivi du MTL (Multiple Traffic Lights), du HSR (Health Star Rating System (en)), du symbole d'avertissement et des RI (Reference Intake (en)) en termes de compréhension par le consommateur de la qualité nutritionnelle des aliments, et ce dans des environnements socio-culturels différents.
En 2020, la Commission européenne avait envisagé la mise en place d'un logo nutritionnel obligatoire, alors qu'un règlement datant de 2011 permet à un État de recommander un type d'étiquetage graphique mais sans l'imposer.
Fin avril 2023, les autorités compétentes des pays ayant adopté le Nutri-score annoncent que son algorithme va évoluer pour promouvoir des choix alimentaires plus favorables à la santé.
En 2025, l'Union européenne aurait renoncé à la généralisation du Nutri-score.
Le Nutri-score est victime d'un intense lobbying de l'industrie agroalimentaire pour retarder ou faire échouer son adoption, ou pour obtenir son retrait.

## Méthode de calcul du score
Le score est calculé par un système de points, le score le plus faible étant le meilleur,.
Mais le score d'un produit acheté avec une cuisson incomplète et dont la cuisson est terminée par le consommateur, comme des frites précuites surgelées, sera nettement meilleur que celui qu'obtiendra le même produit après cuisson dans un bain d'huile de friture. L'huile d'olive vierge, même de très bonne qualité, était initialement cotée D, car cet aliment, comme toute autre huile alimentaire, est naturellement très gras et très calorique ; des corrections d'algorithme ont toutefois remonté cette note à C en 2019 et à B en 2022 (pour application en 2023),.
Une évolution des calculs est mise en place à partir du 1er janvier 2024, ce qui durcit les résultats.
Quatre catégories sont mises en place avec des algorithmes différents :
- boissons ;
- fromages ;
- matières grasses ;
- autres aliments.

Les résultats du calcul donnent une valeur comprise entre –15 et +40 :
| Étiquette | Lettre | Couleur    | Score     |
| --------- | ------ | ---------- | --------- |
|           | A      | Vert       | –15 à –2  |
|           | B      | Vert clair | –1 à +3   |
|           | C      | Jaune      | +4 à +11  |
|           | D      | Orange     | +12 à +16 |
|           | E      | Rouge      | +17 à +40 |

### Éléments défavorables au score
- Apport calorique pour cent grammes.
- Teneur en sucre.
- Teneur en graisses saturées.
- Teneur en sel.

### Éléments favorables au score
- Teneur en fruits, légumes, légumineuses (dont les légumes secs), oléagineux, huiles de colza, de noix et d'olive.
- Teneur en fibres.
- Teneur en protéines.

Pour calculer la teneur en fruits et légumes, les féculents (tels que pomme de terre, patate douce, taro, manioc dont tapioca) ne sont pas pris en compte.
Pour les fromages, la teneur en protéines est toujours prise en compte car celle-ci est liée à celle en calcium.

## Historique
En France, l'idée d'un système d'étiquetage de ce type est proposée dans le cadre du Programme national nutrition santé (PNNS). En 2013, le président de cet organisme, Serge Hercberg, remet un rapport dans ce sens à la ministre de la santé. Une pétition sur Change.org récolte également 250 000 signatures pour l'adoption du Nutri-score. Par la suite, la loi de modernisation du système de santé du 26 janvier 2016 inscrit dans le droit « la possibilité de recommander un système d'étiquetage nutritionnel pour faciliter le choix d'achat du consommateur, au regard de la composition nutritionnelle des produits ». C'est ainsi que le Nutri-score est élaboré avec des représentants des industriels, des distributeurs, mais aussi des consommateurs, des autorités sanitaires et des scientifiques.
En 2017, l'outil basé sur cinq couleurs et cinq lettres est mis en place en Allemagne, aux Pays-Bas, en Belgique, au Luxembourg, et en Espagne.
Début 2024, une étude démontre que la mise en place de cet outil a poussé les industriels à améliorer la qualité de leurs recettes pour améliorer leurs notes.

### Nouveau nutri-score
Un nouveau nutri-score devait entrer en vigueur au 1er janvier 2024. Il est appliqué dans six pays européens mais la pression des industriels, a retardé son déploiement en France.
Il entre en application en mars 2025 en France : les organismes engagés dans le dispositif ont deux ans pour mettre à jour leurs emballages en adoptant le nouveau Nutri-Score.
Certains industriels de produits laitiers s'y opposaient car il fait changer le lait de catégorie. Celui-ci n'est plus considéré comme un aliment mais comme une boisson. Or, dans ces boissons, c'est l'eau qui obtient la lettre A, les laits écrémés et demi-écrémés sont notés B au lieu de A, et le lait entier obtient un C, contre B précédemment. Les boissons édulcorées sont également pénalisées.
En revanche, les huiles d'olive (classée B) et de colza et les poissons gras sont favorisées ainsi que les produits riches en protéines et en fibres.

## Adoption par les consommateurs
L’efficacité d'un tel système se mesure par l'acceptabilité, la compréhension et in fine l'orientation d'achat par les consommateurs de produits de meilleure qualité nutritionnelle, sur la base de l'étiquetage nutritionnel en face-avant des emballages des produits agroalimentaire vers des choix plus favorables à la santé.
Des études en situation réelle sont menées sur les effets sur les comportements, quelque temps après l'adoption du Nutri-score, dans différents pays et sur différentes catégories de population :
- une enquête du cabinet Nielsen fin 2019 montre, sur 92 000 produits étudiés, une légère progression des ventes pour les produits classés A et B par rapport à ceux classés C et D qui reculent[25] ;
- sur le consentement-à-payer (CAP) des consommateurs à faible revenu pour des produits de meilleure qualité nutritionnelle en 2019[c] ;
- sur les achats en 2019 en Colombie pour des produits plus sains[d] ;
- sur les choix de goûters au sein de la dyade mère-enfant en 2017[e] ;
- sur la qualité nutritionnelle des achats alimentaires d'étudiants français en 2017[f].

## Adoption par pays

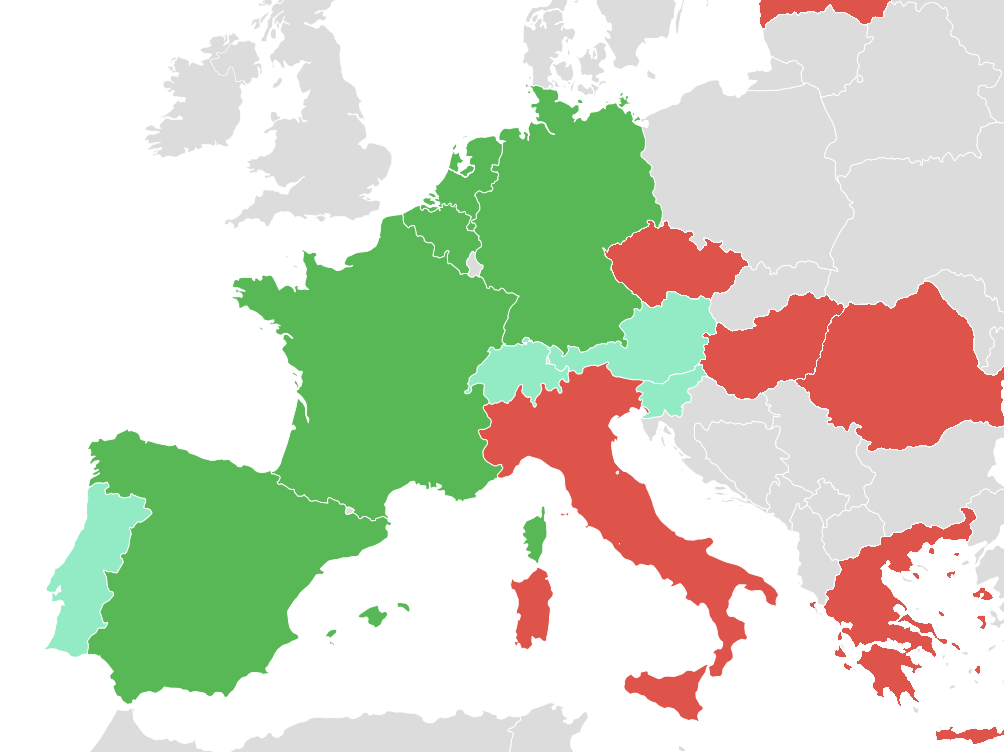
Carte d'Europe montrant les positions par État :
Gouvernement favorable
Industriels volontaires favorables
Gouvernement défavorable

Dans l'Union européenne, il ne peut pas être imposé aux industriels en raison du règlement européen de 2011 concernant l'information des consommateurs sur les denrées alimentaires,,,. L'industrie agroalimentaire aurait dépensé 1 milliard d'euros en lobbying à cette fin. Cependant, la Commission doit remettre au Parlement européen et au Conseil pour le 13 décembre 2017 un rapport sur l'opportunité de poursuivre l'harmonisation de l'étiquetage nutritionnel.
En 2019, des associations de consommateurs au niveau européen, soutiennent une initiative citoyenne européenne pour proposer à la Commission européenne que le Nutri-score devienne obligatoire. Des études sont conduites en parallèle dans des pays comme l'Allemagne pour évaluer la pertinence de ce système.

### Belgique

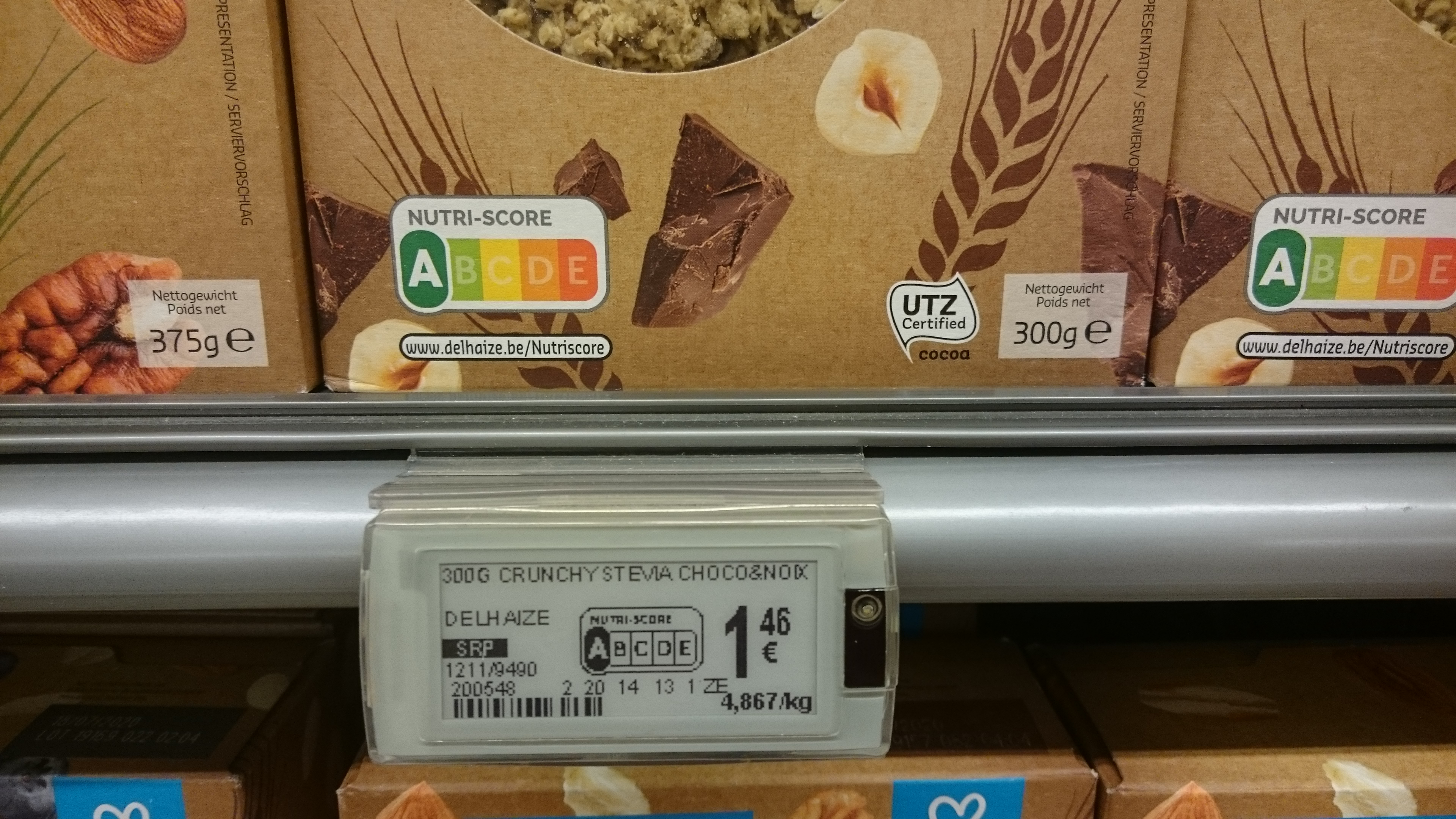
Nutri-score affiché sur un produit et sur l'étiquette électronique dans un supermarché Delhaize (Belgique).

En août 2018, la ministre de la Santé annonce qu'il sera adopté en Belgique. Le 2 avril 2019, le Nutri-score est officiellement adopté.
Colruyt et Delhaize ont commencé à l'appliquer progressivement sur leurs marques distributeurs vers septembre 2018. Colruyt l'indique également pour tous les produits (toutes marques confondues) sur son site web. Delhaize propose dans son application mobile une fonction qui permet d’afficher le score de la plupart des produits en scannant leur code-barres. Danone prévoit de l'ajouter sur ses produits laitiers frais à partir de janvier 2019. La société Carrefour se limite quant à elle à une application mobile.

### Espagne
En novembre 2018, la ministre espagnole de la santé, María Luisa Carcedo, annonce la mise en place du système Nutri-score, sur la base du volontariat.

### France
Malgré une opposition de l'industrie agroalimentaire qui a tenté de bloquer et de retarder la mise en place de ce dispositif,,, son utilisation sur les emballages alimentaires est autorisée et encadrée par la loi de modernisation du système de santé adoptée en janvier 2016. Celle-ci recommande aux fabricants et distributeurs de s'engager dans une démarche volontaire d'utilisation de ce système d'étiquetage. Un arrêté ministériel est ensuite signé en octobre 2017 pour fixer la forme de présentation du Nutri-score.
Les entreprises Intermarché, Leclerc, Auchan et Fleury Michon se sont engagées en 2017 à mettre en place le Nutri-score sur l'ensemble des produits de leurs marques,. En revanche, d'autres entreprises comme Coca-Cola, Mars, Mondelēz, PepsiCo et Unilever ont annoncé être opposées au Nutri-score et vouloir adopter un système concurrent qui, d'après l'UFC - Que Choisir, « [va] contre l'intérêt des consommateurs en les empêchant de comparer les produits »,. Le 15 février 2018, trente-trois entreprises de l'agro-alimentaire et de la distribution ont annoncé leur engagement à mettre le Nutri-score sur leurs produits. Nestlé, après avoir été du côté des opposants, déclare en juin 2019 qu'il se rallie au Nutri-score (pour éviter un étiquetage plus strict comme au Mexique). Kellogg's annonce début 2020 l'adopter sur l'ensemble de ses produits pour fin 2021. En novembre 2019, plus de 200 marques en France affichent le Nutri-score sur 5 400 produits du commerce et plus de 12 000 de l'e-commerce. PepsiCo, elle aussi, annonce finalement le 12 février 2020 son engagement en faveur de l'étiquetage nutritionnel pour une mise en place à partir du mois d'avril 2020.
Le site internet de données alimentaires Open Food Facts calcule le Nutri-score pour les produits présents dans sa base de données même lorsque le fabricant a choisi de ne pas utiliser le dispositif.
L'Assemblée nationale adopte en février 2019 une proposition de loi rendant obligatoire la mention du Nutri-score dans les annonces publicitaires (internet, télévision et radio), obligation à laquelle les annonceurs peuvent cependant déroger moyennant une contribution financière à l'Agence nationale de santé publique. Cette loi devrait entrer en vigueur au plus tard le 1er janvier 2021.
En 2019, 90 % des consommateurs ont un avis favorable sur le Nutri-score et 40 % ont acheté un produit « nutriscoré » contre 14 % un an plus tôt.
En 2024, de nombreuses multinationales dont les produits sont désormais mal classés engagent un mouvement de suppression de ces étiquetages. La ministre de l'agriculture Annie Genevard a indiqué en mars 2025 avoir refusé depuis plus d'un an de signer une nouvelle version du Nutri-score, lui reprochant de donner une mauvaise note aux produits laitiers,. Foodwatch a réagi en déclarant que le gouvernement devrait « suivre les recommandations scientifiques au lieu de n'écouter que les intérêts privés ».
En 2025, 60 % des produits vendus en France affichent leur Nutri-score.

### Suisse
En Suisse, sans être obligatoire, le Nutri-score est soutenu par la Fédération romande des consommateurs et, depuis 2019, par l'Office fédéral de la sécurité alimentaire et des affaires vétérinaires, un service de l'administration fédérale,.
Au mois de mai 2024, l'entreprise de grande distribution Migros décide d'abandonner le Nutri-score, jugé trop coûteux, après l'avoir introduit pour toutes ses marques propres en 2021. Tant la Fédération romande des consommateurs (FRC) que son pendant en Suisse alémanique (Schweizerisches Konsumentenforum (KF)) ont réagi négativement à cet abandon, dénonçant une mauvaise nouvelle pour la santé des consommateurs. L'autre grand distributeur en Suisse, Coop, n'a jamais adopté ce système, et annonce à la suite du renoncement de Migros, qu'il ne compte pas changer de politique à ce sujet. Par contre, le Nutri-score figure sur la nourriture et les boissons de la marque Nestlé qui sont vendues chez Coop. L'entreprise laitière Emmi déclare deux jours après Migros vouloir se passer également du Nutri-Score sur ses emballages. Dans la foulée de ces annonces, Aldi, présent en Suisse depuis 2005, et Lidl, présent en Suisse depuis 2009, déclarent quant à eux vouloir continuer à miser sur le Nutri-Score, voire le développer.
En juin 2025, Nestlé Suisse annonce à son tour le retrait progressif du Nutri-score sur ses marques locales vendues exclusivement en Suisse, telles que Cailler, Thomy ou Henniez. Le groupe justifie cette décision par le retrait d'autres acteurs majeurs, le faible taux d'adoption du dispositif dans le pays et une diminution du soutien politique. Le retrait, prévu entre mi-2025 et fin 2026, vise à limiter le gaspillage d'emballages. Nestlé Suisse précise toutefois que ses produits distribués sur plusieurs marchés, dont la Suisse, continueront d'afficher le Nutri-score. Par ailleurs, l'entreprise prévoit d'introduire des codes QR sur ses emballages pour fournir des informations nutritionnelles détaillées,.

### Portugal
En avril 2025, le gouvernement socialiste au Portugal a adopté le nutri-score. Quelques mois plus tard, le nouveau gouvernement de centre droit a remis en question la légalité de cette décision.

## Évaluation

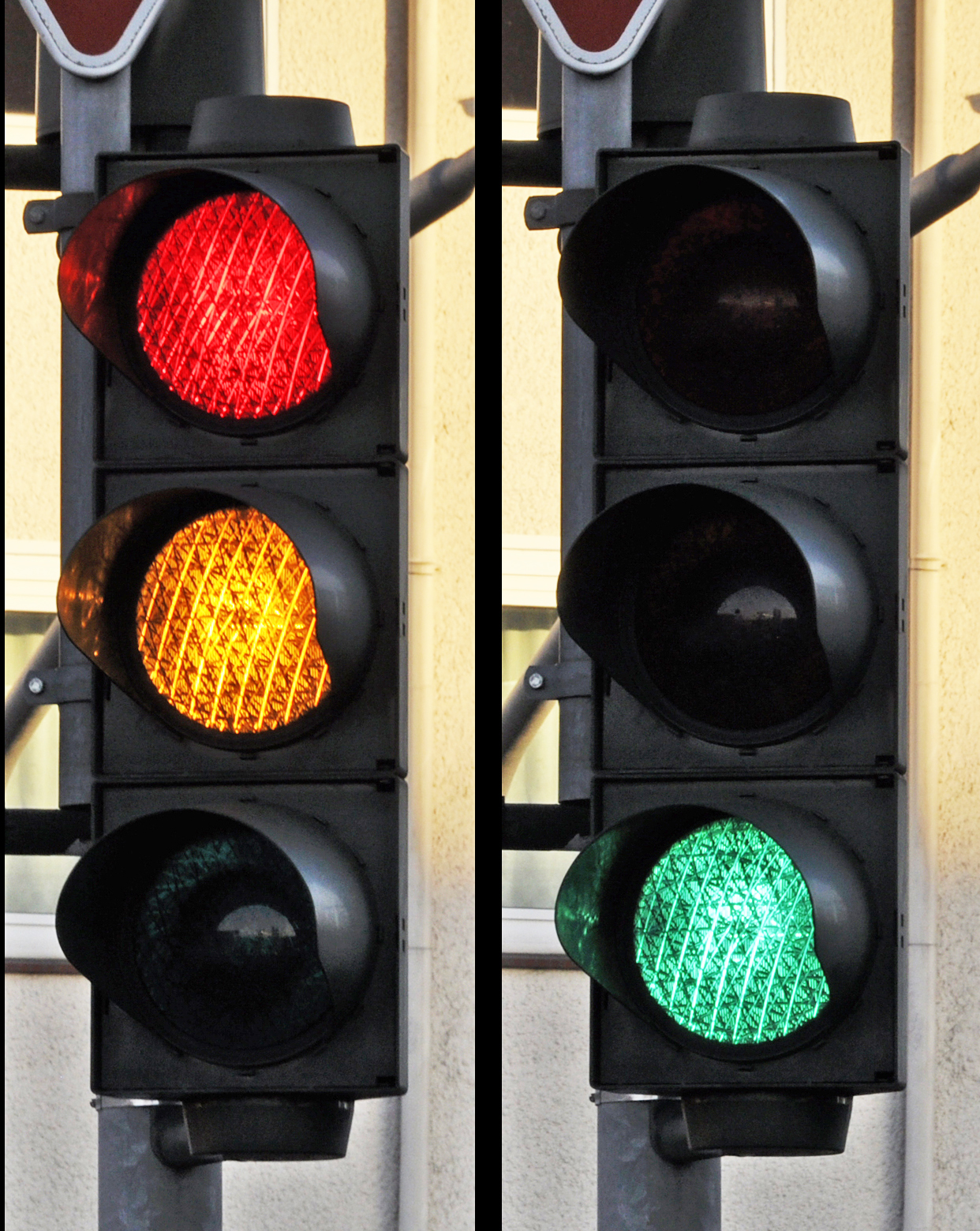
Le but du Nutri-score est de donner une information très simple à comprendre, se basant sur cinq couleurs inspirées de celles des feux tricolores.

En 2016, cédant aux demandes de l'industrie agroalimentaire qui souhaite retarder le projet de Nutri-score, le ministère français de la Santé accepte de mener une étude comparant plusieurs systèmes d'étiquetage. Le comité de pilotage et le comité scientifique de l'étude comprennent des représentants de l'industrie agroalimentaire et de grande distribution, alors que le professeur Serge Hercberg n'y est pas nommé sous prétexte qu'il a développé le Nutri-score pour le ministère de la Santé. Lancée en septembre 2016, l'étude est menée dans soixante supermarchés de quatre régions de France et sur une période de dix semaines pour comparer le Nutri-score, SENS, Nutri-Couleurs (en anglais Traffic light rating system (en) adopté au Royaume-Uni depuis plusieurs années) et Nutri-repères (améliorant le système des « Repères nutritionnels journaliers », adopté par l'industrie agroalimentaire depuis plusieurs années).
Les algorithmes utilisés pour le calcul de deux scores synthétiques (Nutri-score et SENS) ont été validés par l'ANSES.
- La base du Nutri-score est le score de la Food Standards Agency du Royaume-Uni[65]. Un score faible indique un bon produit ce qui est particulièrement intéressant pour les ménages à faible revenu, qui sont justement ceux ayant la moins bonne alimentation, la nourriture industrielle étant généralement plus économique mais aussi plus grasse et plus sucrée[66],[64],[67],[68].
- Le système SENS, promu par la grande distribution, est jugé moins efficace que le Nutri-score par le gouvernement français[67],[14].
- Nutri-repères utilise une représentation en colonnes de la contribution d'un produit aux repère nutritionnel journalier et est plus complexe à comprendre que le Nutri-score[14].

### Études scientifiques
Deux études scientifiques publiées en 2018 confirment « le lien entre la consommation d'aliments gras, salés, sucrés et transformés et le risque de cancer ». Le professeur Serge Hercberg estime que l'étude montre la pertinence du Nutri-score.
En 2020, une étude de chercheurs de l'Institut national de la recherche agronomique, du Conservatoire national des arts et métiers et de l'Université Sorbonne Paris Nord, en collaboration avec des chercheurs du Centre international de recherche sur le cancer, publiée par l'INSERM dans le British Medical Journal, montre que la consommation d'aliments moins bien classés est associée à une mortalité accrue. Portant sur plus de 500 000 personnes suivies entre 1992 et 2015, elle montre des résultats « significatifs après la prise en compte d'un grand nombre de facteurs sociodémographiques et liés au mode de vie ».
D'après un rapport publié en septembre 2021 par le Centre international de recherche sur le cancer et basé sur deux analyses des données de l'étude EPIC (celles ci-dessus), la consommation d'aliments ayant une qualité nutritionnelle faible selon le FSAm-NPS (dont le Nutri-score est issu) pourrait augmenter le risque de cancer et la mortalité liée au cancer, aux maladies des systèmes circulatoire, respiratoire et digestif.
En 2021, une méta-analyse portant sur l'impact des étiquetages nutritionnels sur emballage (front-of-package nutrition labelling, FOPL) sur le choix des consommateurs, trouvait pour le Nutri-score une réduction de la probabilité de sélectionner des produits moins sains. Elle notait aussi les associations suivantes pour les produits achetés :
- augmentation de la qualité alimentaire globale de 7,9 % ;
- réduction de 6 % de l'énergie ;
- réduction de 7,8% du sel/sodium ;
- réduction de 15,7 % de gras ;
- réduction de 17,1 % de gras saturé ;

Elle rajoute en outre que « les labels de code couleurs sont plus efficaces pour orienter l'achat vers des produits plus sains, tandis que les labels d'alerte ont l'avantage de décourager l'achat de produits malsains ».
Concernant la nouvelle version 2024 du Nutri-score, la consommation d’aliments moins bien classés au Nutri-score est associée à un risque accru de maladies cardiovasculaires,,,, selon des chercheurs de l'Équipe de recherche en épidémiologie nutritionnelle (CRESS-EREN), équipe mixte de l'INSERM, d'INRAE, du CNAM, de l'Université Sorbonne-Paris-Nord et de l'université Paris-Cité, en collaboration avec des chercheurs du Centre international de recherche sur le cancer (OMS-CIRC). L'étude, publiée en septembre 2024, a été menée au sein de la cohorte européenne EPIC, sur 345 533 participants répartis dans 7 pays d'Europe et suivis pendant 12 ans.
140 études ont été publiées dans des journaux scientifiques internationaux. Selon France Info, 150 études auraient été menées sur le Nutri-score.

## Analyse sociotechnique du Nutri-score

### Méthodologie
Le Nutri-score peut être analysé comme un objet socio-technique dont l'introduction a perturbé un équilibre préexistant entre industrie agroalimentaire, institutions sanitaires et consommation de masse et a mis en lumière les transformations profondes à l'intersection des savoirs scientifiques, des stratégies économiques et des dispositifs de régulation. Cette signalétique nutritionnelle simplifiée n'est pas seulement un outil scientifique ou technique : elle est le produit d'un façonnage collectif, impliquant des acteurs multiples, des controverses, des stratégies d'influence, et des rapports de pouvoir entre institutions publiques et privées.

### Un régime stable avant2016
Avant 2016 en France, la régulation nutritionnelle reposait sur une écologie sociotechnique relativement fermée, structurée autour du Programmes tels que le PNNS. Les acteurs institutionnels comme l'AFSSA et l'INPES produisaient des recommandations dans un cadre de formalisation experte, déconnecté des publics concernés. Ces recommandations, issues d'un régime de production de savoirs stabilisé, prenaient la forme de standards techniques, comme « 25 g de fibres par jour » ou « 900 mg de calcium », rarement traduits socialement. Seule une minorité, comme le slogan « 5 fruits et légumes par jour », faisait l'objet d'une inscription visible. Cette bureaucratie de la connaissance reposait sur des dispositifs peu visibles, inscrivant une séparation nette entre savoirs experts et décisions politiques. L'absence de médiation directe traduisait une mise à distance des controverses et une décontextualisation des enjeux sociaux liés à l'alimentation. Le système fonctionnait ainsi selon une trajectoire non linéaire, marquée par des ajustements internes sans rupture manifeste.

### Une rupture sociotechnique (2016)
L'introduction du Nutri-score en 2016, par une équipe de l'INSERM, opère un débordement des circuits traditionnels de l'expertise. Ce dispositif constitue un objet hybride, combinant algorithmes, codes couleur, et catégories nutritionnelles. En catégorisant des critères nutritionnels, il transforme l'équilibre entre les réseaux d'acteurs. Le Nutri-score n'est pas seulement une technologie de visualisation : il devient une inscription des arbitrages nutritionnels dans l'espace public. En ce sens, il contribue à la co-construction d'un nouveau mode de gouvernance alimentaire, imposant des classes nutritionnelles basées sur un score calculé de façon algorithmique et montrant comme égaux sur le plan nutrititionnel des produits dont les différences sont significatives. L'acheteur est donc maintenant responsable de départager certains produits qui ont la meme classification mais des roles très différents dans l'alimentation.
L'inscription du Nutri Score dans les politiques publiques s'inscrit dans un ensemble de dispositifs associant sciences, technologies et action publique, désignés sous le terme de gouvernement des technosciences. Ce mode de gouvernance repose sur des instruments d'objectivation issus de la recherche scientifique et mobilisés comme supports de régulation.

### Controverses et résistances (2016–2018)
La mise en circulation du Nutri-score suscite immédiatement des tensions entre acteurs économiques et institutions publiques. Des fédérations comme l'ANIA ou la FCD mobilisent des stratégies de cadrage concurrent : remise en cause des fondements méthodologiques du dispositif. Ces actions traduisent une tentative d'enrôlement des autorités sanitaires, opérée à travers des pratiques matérielles et intellectuelles discrètes : courriers, auditions, prises de contact ciblées.
Il s'agit ici d'un exemple caractéristique de fabrication de l'ignorance, visant à produire du doute et à pluraliser les régimes de savoirs. Dans le cadre de l'élaboration des normes nutritionnelles, certains acteurs industriels participent à la définition des critères scientifiques, contribuant ainsi à orienter la formulation des recommandations de santé publique. Le Nutri-score devient alors le point focal d'un assemblage sociotechnique en tension, dans lequel s'affrontent des intérêts politiques, économiques et des conceptions concurrentes du bien public.

### Adaptations et contournements (2018–2020)
À mesure que le dispositif se consolide, certaines pratiques deviennent économiquement favorables aux industriels, certains adoptent en effet des stratégies d'ajustement : affichage partiel, reformulation des recettes, redimensionnement des portions. Ces pratiques relèvent d'un processus de maintenance qui permet d'intégrer souplement le Nutri-score dans les chaînes de production existantes.
Le dispositif apparaît alors comme un standard malléable, masquant les logiques industrielles de contournement. Le consommateur, face à des produits identiquement notés, se retrouve dans une situation comparable au paradoxe de l'âne de Buridan : confronté à des choix rendus équivalents par un score biaisé, il ne peut plus trancher rationnellement. Cette phase témoigne des tensions internes à l'assemblage sociotechnique : entre intérêts économiques et exigence de transparence.

### Institutionnalisation (2020–…)
Depuis 2020, le Nutri-score est intégré aux politiques publiques et aux stratégies de l'Union européenne. Il bénéficie d'un soutien affirmé du ministère de la Santé et de certains collectifs associatifs, tout en rencontrant des résistances persistantes. Toutefois, cette institutionnalisation reste traversée par des controverses latentes : débats sur l'applicabilité transnationale, sur la robustesse scientifique, ou sur l'acceptabilité sociale du dispositif. En cela, le Nutri-score demeure un objet instable, témoin de la difficulté à stabiliser un compromis entre rigueur scientifique, enjeux politiques et pratiques alimentaires. Il condense une série de problématiques qui illustrent la complexité de toute construction sociotechnique : multiplicité des cadres de régulation, conflits d'intérêts, et défis de gouvernance en contexte incertain. Le Nutri-score peut être décrit comme un objet-frontière, c'est-à-dire un dispositif permettant la coordination entre différents mondes sociaux tout en étant interprété de manière différenciée selon les acteurs : scientifiques, industriels ou institutionnels.

## Critiques
Selon l'Agence nationale de sécurité sanitaire de l'alimentation, de l'environnement et du travail (ANSES) en 2017, la pertinence nutritionnelle des systèmes d'information nutritionnelle analysés (Nutri-score compris) n'est pas démontrée. L'ANSES conclut que « la mise en œuvre d'un SIN (système d'information nutritionnel) pertinent apparaît comme une mesure d'accompagnement, dans le continuum nécessaire entre actions d'éducation, d'information et d'encadrement réglementaire ».
Du point de vue juridique, le Nutri-score soulève des questions de compatibilité avec le droit de l'Union européenne et de justification indépendamment de sa validité scientifique. Comme pour toute information qui apparaît sur l'emballage d'un aliment, le Nutri-score est soumis à la réglementation de l'Union européenne concernant l'étiquetage nutritionnel datant de 2011.

### Pour améliorer son calcul
Selon l'association Test-Achats, qui est favorable au Nutri-score, un point faible est qu'il ne tient pas compte de la présence d'additifs (édulcorants, colorants, conservateurs, etc.), ni de la taille des portions.
En mars 2021, plusieurs centaines de scientifiques européens appellent la Commission européenne à adopter dès que possible le Nutri-Score,. Dans son rapport de septembre 2021, le CIRC recommande l'adoption du Nutri-Score.
En janvier 2024, l'agence veut faire passer le pruneau d'Agen du score A au score C, à cause de la trop grande quantité de sucre pour 100 g. L'AOP et les producteurs critiquent cette décision et font valoir que le sucre présent dans les pruneaux est d'origine naturelle (fructose), et qu'il ne s'agit pas de sucre ajouté, risquant de dégrader le produit.

### Compensation

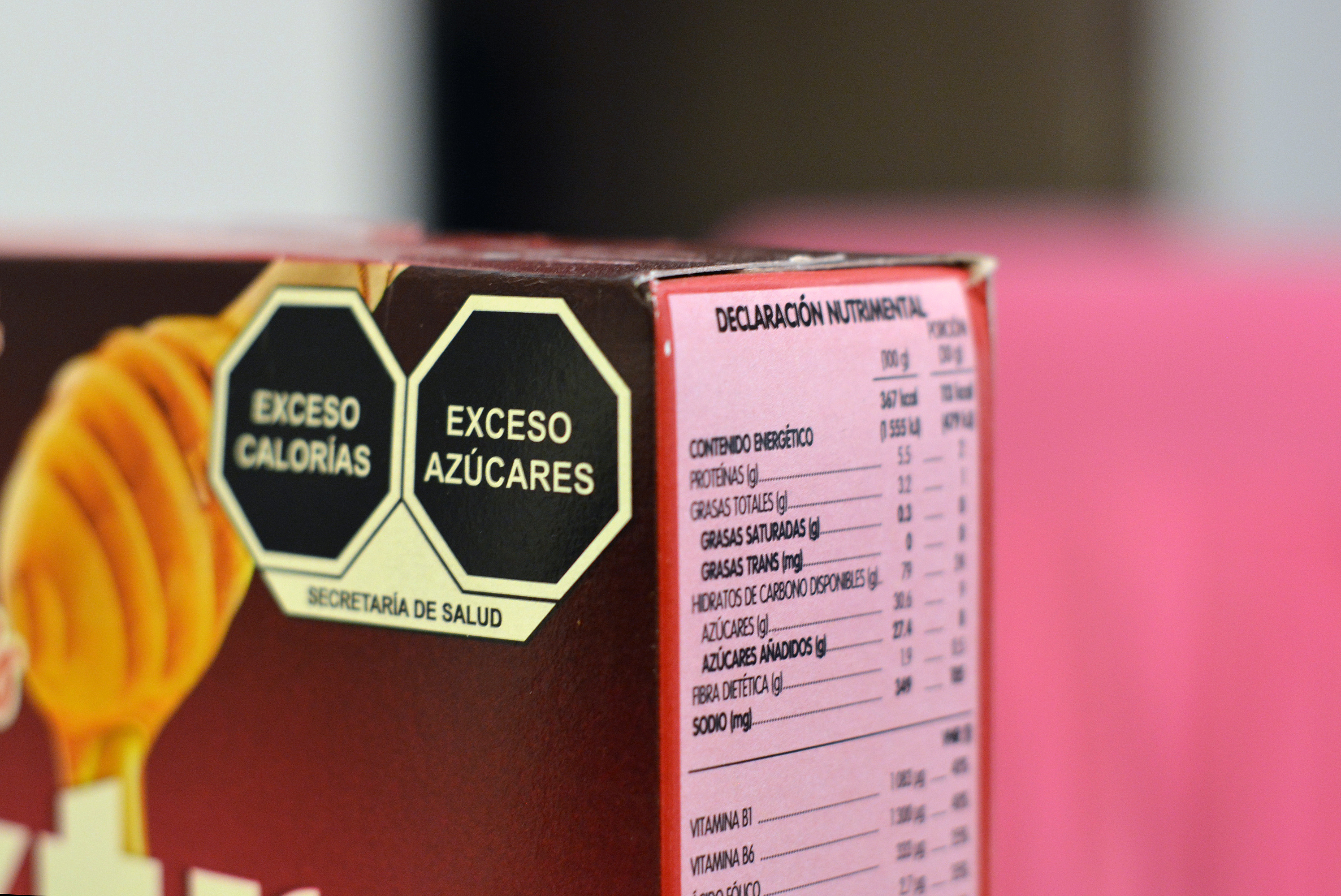
Paquet de céréales mexicain avec avertissements « excès de calories » et « excès de sucre ».

Le Nutri-score permet de compenser une trop forte teneur en éléments négatifs par des éléments positifs. Par exemple, en rajoutant des légumes ou des fibres pour obtenir un score plus favorable.
Selon une étude de l'Organisation panaméricaine de la santé en 2020, les systèmes d'étiquettes noires sur la face avant de l'emballage d'aliments à teneur excessive en graisses, sucre, sel et calories aident la population à éviter les aliments malsains ; alors que les systèmes avec compensation, comme le Nutri-score, ont un impact plus faible,.

### Contre son existence

#### Ensemble de sociétés multinationales
Les mêmes groupes de l'industrie agroalimentaire qui s'opposent au Nutri-score (Ferrero, Lactalis, Coca-Cola, Mars, Mondelēz, Kraft Heinz…) l'accusent de « stigmatiser » leurs produits. Par exemple, les grands industriels du lait se sont associés dans un « Centre de recherches et d'informations nutritionnelles », qui multiplie les conférences de presse pour discréditer les mesures de santé « contraires aux intérêts financiers du lobby du lait ».

#### Groupe d'intérêts français
En juillet 2021, Philippe Palazzi, le président-directeur général de Lactalis, affirme que le Nutri-score « propose une information théorique, qui ne restitue pas avec justesse la qualité des produits Lactalis ». Cependant, d'après l'INRAE, une note plus favorable pour les produits consommés en petite quantité risquerait d'augmenter la taille des portions consommées.
La Confédération générale de Roquefort, regroupant des fabricants du fromage de Roquefort, constate que la note de près de 90 % des fromages traditionnels oscille entre D et E, affirme qu'il n'y aurait pas, selon elle, de surconsommation de fromage en France, et que des produits industriels peuvent être notés A ou B. Elle demande alors à ce que ses producteurs en soient exemptés,.

#### Groupe d'intérêts italiens
En Italie, le Nutri-score est combattu par les lobbies patronaux et une partie de la classe politique, notamment de droite et d'extrême droite, qui estiment qu'il pénalise injustement certains des produits emblématiques du pays. En août 2022, l'Autorité de la concurrence italienne a ainsi contraint Carrefour Italie à limiter l'affichage du logo Nutri-score. Selon Serge Hercberg, épidémiologiste de la nutrition à l'origine du Nutri-score, celui-ci fait l'objet d'une instrumentalisation politique en Italie. La présidente du Conseil des ministres italien, Giorgia Meloni, entraîne plusieurs pays à rejoindre son opposition au Nutri-score : la Roumanie, la Tchéquie, la Grèce, la Lettonie, la Hongrie et Chypre. Les efforts de lobbying de l'Italie retardent ainsi la présentation du Nutri-score au Parlement européen. Pour Karl Laske, il s'agit du reflet d'une politique gastronationaliste.

## Émules
Des pays comme la Finlande et les Émirats-Arabes-Unis sont intéressés par le Nutri-score : cela pourrait aider la Finlande à vendre ses produits et aider les Émirats-Arabes-Unis à lutter contre l'obésité.

### Biographie
- Serge Hercberg, Mange et tais-toi : un nutritionniste face au lobby agroalimentaire, Paris, humenScience, coll. « Débat », 2022, 285 p. (ISBN 978-2-37931-325-7 et 978-2-37931-327-1, présentation en ligne, lire en ligne).
- Christophe Serra-Mallol, « Une stratégie de la connaissance négative : L'exemple de la mise en œuvre du Nutri-Score », Revue d'anthropologie des connaissances, vol. 15, no 4 « Ignorance(s) : Approfondir l'étude de l'ignorance institutionnelle dans le gouvernement des problèmes publics »,‎ 2021 (DOI 10.4000/rac.24188, lire en ligne).